# Porphyrinia brygooi
Porphyrinia brygooi är en fjärilsart som beskrevs av Pierre E.L. Viette 1966. Porphyrinia brygooi ingår i släktet Porphyrinia och familjen nattflyn. Inga underarter finns listade i Catalogue of Life.